# Glif (typografia)
Glif (glyf) – w typografii kształt przedstawiający w określonym kroju pisma konkretny grafem lub symbol. 

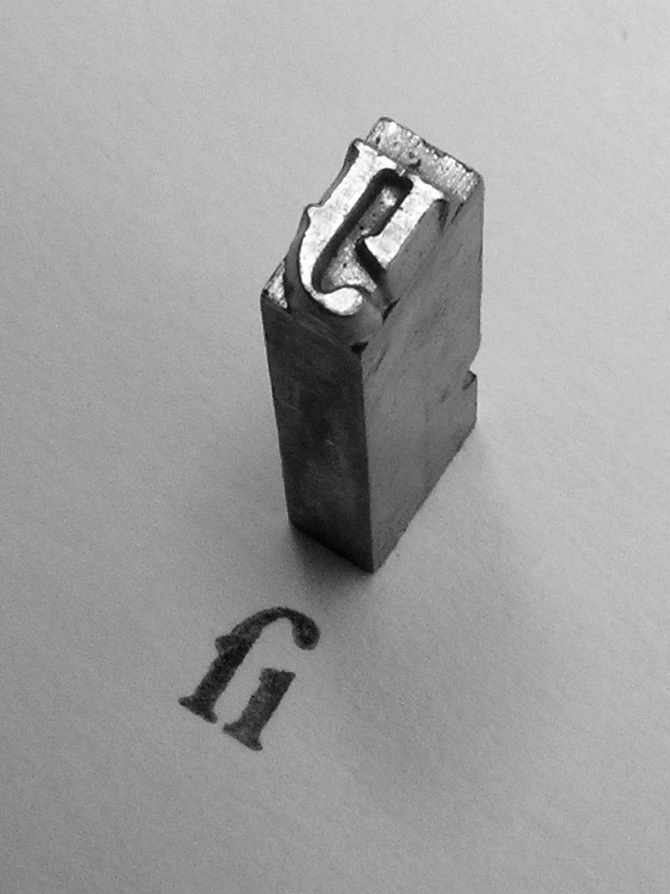
Klasyczny glif złożony z ſi

Abstrakcyjna jednostka reprezentowana przez glif to znak pisarski. Znakiem pisarskim może być grafem (elementem pisma), a także cyfra, znak interpunkcyjny, piktogram lub symbol dekoracyjny (taki jak Dingbats lub unikodowe Miscellaneous Symbols).
Dwa lub więcej glifów reprezentujących ten sam grafem, zamiennie lub zależnie od kontekstu, nazywa się allografami.

## Etymologia
Określenie pochodzi z języka greckiego klasycznego od słów γλυφη („rzeźbiarstwo”) i γλύφειν („drążyć, wyryć, wycinać”) (pokrewnych łacińskiemu wyrazowi glubere „łuszczyć” i angielskiego cleave „rozłupywać”). W języku francuskim w 1701 r. antykwariusze zaczęli używać słowa glyphe, a od 1727 r. w języku angielskim funkcjonuje glyph.
W języku angielskim znacznie dłuższą historię miały co prawda rzeźbione i wyryte święte glify egipskich hieroglifów pochodzące z pierwszego elżbietańskiego tłumaczenia Plutarcha, który zaadaptował hieroglyphic („hieroglifowy”) jako przymiotnik łaciński. Jednak glif po raz pierwszy zyskał szeroką europejską uwagę wraz z grawerunkami i litografiami z rysunków Fredericka Catherwooda zawierającymi nieodszyfrowane glify cywilizacji Majów we wczesnych latach 40. XIX w.

## Typografia
W rozumieniu typografii glif jest konkretnym graficznym odzwierciedleniem grafemu lub niekiedy kilku połączonych grafemów (glif złożony) lub tylko części grafemu. W zastosowaniach informatycznych, tak samo jak w typografii, określenie „znak pisarski” odnosi się do grafemu lub podobnej do niego jednostki tekstu, którą można odnaleźć w piśmie języka naturalnego (skryptach). Znak pisarski lub grafem jest jednostką tekstu, natomiast glif jest jednostką graficzną.
Przykładowo ciąg ffi zawiera trzy znaki, ale może być reprezentowany przez jeden glif, czyli trzy znaki połączone w pojedynczą jednostkę znaną jako ligatura. Z drugiej strony niektóre urządzenia drukarskie wymagały użycia wielu glifów do przedstawienia pojedynczego znaku (np. dwóch dywizów w miejscu pauzy lub apostrofu i kropki w miejscu wykrzyknika).
Większość glifów typograficznych pochodzi ze znaków kroju pisma. W kroju pisma każdy znak zazwyczaj odpowiada pojedynczemu glifowi, jednak są pewne wyjątki, kiedy np. font obsługuje język z obszernym alfabetem lub złożonym pismem i wówczas jeden znak może odpowiadać wielu glifom lub wiele znaków jednemu glifowi.